# 阿文华
阿文华（1927年—），别名阿不都克力木·阿拜都拉，男，新疆阿图什（一作焉耆）人，中国翻译家，曾任中共新疆维吾尔自治区党校译审。